# Kévin Ledanois
Kévin Ledanois (Noisy-le-Sec, 13 juli 1993) is een Frans voormalige wielrenner.  Hij is de zoon van voormalig wielrenner Yvon Ledanois.

## Veldrijden

### Palmares
| Seizoen   | Wereldbeker | Coupe de France | WK       | EK       | FK       | Overige  | Totaal aantal zeges |
| Junioren  | Junioren    | Junioren        | Junioren | Junioren | Junioren | Junioren | Junioren            |
| --------- | ----------- | --------------- | -------- | -------- | -------- | -------- | ------------------- |
| 2009-2010 |             |                 |          |          | 15e      |          | 0                   |
| 2010-2011 |             |                 |          |          | 11e      |          | 0                   |
| Beloften  |             |                 |          |          |          |          |                     |
| 2012-2013 |             |                 |          |          | 15e      |          | 0                   |
| Elite     |             |                 |          |          |          |          |                     |
| 2016-2017 |             |                 |          |          | 8e       |          | 0                   |

## Wegwielrennen

### Overwinningen
2014
Ronde van de Jura
2015
 Wereldkampioen op de weg, Beloften

### Resultaten in voornaamste wedstrijden
| Jaar | Ronde van Italië | Ronde van Frankrijk | Ronde van Spanje |
| ---- | ---------------- | ------------------- | ---------------- |
| 2015 |                  |                     |                  |
| 2016 |                  |                     |                  |
| 2017 |                  |                     |                  |
| 2018 |                  | 96e                 |                  |
| 2019 |                  | 103e                |                  |
| 2020 |                  | 102e                |                  |
| 2021 |                  |                     |                  |
| 2022 |                  |                     |                  |
| 2023 |                  |                     | 103e             |

| Jaar | Milaan-San Remo | Gent-Wevelgem | Ronde van Vlaanderen | Parijs-Roubaix | Luik-Bast.‑Luik | Waalse Pijl | Parijs-Tours |
| ---- | --------------- | ------------- | -------------------- | -------------- | --------------- | ----------- | ------------ |
| 2015 |                 |               |                      | opgave         |                 |             | opgave       |
| 2016 |                 |               |                      |                | opgave          | opgave      |              |
| 2017 |                 |               |                      |                |                 |             |              |
| 2018 |                 |               |                      |                | opgave          | opgave      |              |
| 2019 |                 |               |                      |                | opgave          |             |              |
| 2020 |                 |               |                      |                |                 | 58e         |              |
| 2021 |                 |               |                      |                | 114e            | 124e        | opgave       |
| 2022 | 121e            |               | opgave               |                |                 |             |              |
| 2023 |                 | opgave        |                      |                |                 |             |              |

### Resultaten in kleinere rondes
| Jaar | Ronde van Catalonië |
| ---- | ------------------- |
| 2019 | 62e                 |
| 2020 |                     |
| 2021 |                     |
| 2022 |                     |
| 2023 |                     |
| 2024 | opgave              |

## Ploegen
- 2014 –  Bretagne-Séché Environnement (stagiair vanaf 1 augustus)
- 2015 –  Bretagne-Séché Environnement
- 2016 –  Fortuneo-Vital Concept
- 2017 –  Fortuneo-Oscaro[1]
- 2018 –  Team Fortuneo-Samsic
- 2019 –  Arkéa Samsic
- 2020 –  Arkéa-Samsic
- 2021 –  Arkéa-Samsic
- 2022 –  Arkéa-Samsic
- 2023 –  Arkéa-Samsic
- 2024 –  Arkéa-B&B Hotels (tot 15 augustus)

Bideau · Corbel · Delaplace · B. Feillu · R. Feillu · Fonseca · Gérard · Guillou · Jarrier · Koretzky · Laborie · Laengen · Le Montagner · Périchon · Sepúlveda · Vachon · Bonnamour (stagiair) · Journiaux (stagiair) · Ledanois (stagiair)
Bideau · Boulo · Brun · Cam · Delaplace · Fédrigo · B. Feillu · R. Feillu · Fonseca · Gérard · Guillou · Hivert · Hoetarovitsj · Jarrier · Laborie · Ledanois · McLay · Périchon · Sepúlveda · Vachon · Bonnamour (stagiair) · Godoy (stagiair) · Madouas (stagiair)
Bonnamour · Bouet · Corbel · Daniel · Delaplace · Feillu · Fonseca · Gérard · Gesbert · Hardy · Jarrier · Jeannesson · Ledanois · McLay · Mourey · Périchon · Pichon · Sepúlveda · Vachon · Vallée · Guernalec (stagiair) · Molly (stagiair) · Riou (stagiair)
Barguil · Bonnamour · Bouet · Carbel · Daniel · Delaplace · Feillu · Fonseca · Gérard · Gesbert · Hardy · Jarrier · Le Roux · Ledanois · Lunke · Maison · Moinard · Périchon · Pichon · Russo · Vachon · Welten
Barguil · Bonnamour · Bouet · Daniel · Delaplace · Feillu · Gesbert · Greipel · Guernalec · Hardy · Jarrier · Le Roux · Ledanois · Maison · Moinard · Pichon · Riou · Russo · Swift (vanaf 10 mei) · Vachon · Wagner · Welten · Doleatto (stagiair) · Jarnet (stagiair) · Lecamus-Lambert (stagiair)
Anacona · Barguil · Bonnamour · Boudat · Bouet · Bouhanni · Declercq · Delaplace · Gesbert · Grondin · Guernalec · Hardy · Jarrier · Le Roux · Ledanois · Louvel · McLay · Noppe · Owsian · Pichon · D. Quintana · N. Quintana · Riou · Rosa · Russo · Swift · Vachon · Welten · Lecamus-Lambert (stagiair) · Vauquelin (stagiair)
Anacona · Barguil · Barré (vanaf 1/8) · Bouet · Bouhanni · Capiot · Declercq · Delaplace · Edet · Flórez · Gesbert · Grondin · Guernalec · Guglielmi · Hardy · Hofstetter · Ledanois · Louvel · McLay · Noppe · Owsian · Pajur · Pichon · D. Quintana · N. Quintana · Ries · Riou · Russo · Swift · Vauquelin · Verre · Clynhens (stagiair) · Costiou (stagiair) · Thierry (stagiair)
Barguil · Barré · Biermans · Bouet · Bouhanni · Capiot · Champoussin · Costiou · Dekker · Delaplace · Démare (vanf 1/8) · Edet · Gesbert · Grondin · Guernalec · Guglielmi · Hofstetter · Le Berre · Ledanois · Louvel · McLay · Mozzato · Owsian · Pichon · Ponomar (tot 31/7) · Ries · Riou · Rodríguez · Russo · Vauquelin · Verre · Dauphin (stagiair) · Gillet (stagiair) · Martin Tjøtta (stagiair)
Albanese · Barré · Biermans · Capiot · Champoussin · Costiou · Dekker · Delaplace · Démare · García Pierna · Gesbert · Grondin · Guernalec · Guglielmi · Huys · Le Berre · Ledanois(tot 15/8) · Louvel · McLay · Mozzato · Owsian · Ries · Riou · Rodríguez · Scotson · Sénéchal · Thierry (vanaf 1/9) · Vauquelin · Venturini · Verre